# Bathurst Airport
Bathurst Airport är en flygplats i Australien. Den ligger i kommunen Bathurst Regional och delstaten New South Wales, i den sydöstra delen av landet, omkring 150 kilometer väster om delstatshuvudstaden Sydney. Bathurst Airport ligger 733 meter över havet.
Närmaste större samhälle är Bathurst, nära Bathurst Airport.
Trakten runt Bathurst Airport består till största delen av jordbruksmark. Trakten runt Bathurst Airport är nära nog obefolkad, med mindre än två invånare per kvadratkilometer. Genomsnittlig årsnederbörd är 932 millimeter. Den regnigaste månaden är februari, med i genomsnitt 172 mm nederbörd, och den torraste är oktober, med 38 mm nederbörd.